# تصوير ما تحت التنورة

صورة التقطها شخص ما متلصص لتنورة في الهواء

تصوير ما تحت التنورة هو القيام بأخذ صورة سرية لما تحت التنورة أو الإزار، لغرض إلتقاط صورة ل المنفرج، اللباس الداخلي وفي بعض الأحيان للأعضاء التناسلية. تعتبر هذه الممارسة شكلاً من أشكال الدكاكيرية الجنسية أو شهوة التلصص.